# Spriggan
«Спригган» (яп. スプリガン Супуриган) — манга, написанная Такасигэ Хироси и проиллюстрированная Минагавой Рёдзи в начале 1990-х годов. Первоначально в Америке выпускалась под названием Striker («нападающий»), так как это буквальный перевод слова «спригган» с кельтского.
Действие «Спригган» разворачивается в последние годы «холодной войны», когда в различных частях мира обнаруживаются таинственные артефакты (ООПАрт), что привело к тайной войне между различными силами против корпорации Аркам, организации, возложившей на себя миссию по предотвращению использования артефактов в качестве оружия.
«Спригган» печатался в журналах Weekly Shōnen Sunday и Shōnen Sunday Super. Манга была адаптирована в одноименный аниме фильм студией Studio 4°C в 1998 году и игру для PlayStation под названием Spriggan: Lunar Verse.

## Сюжет
Много лет назад древние цивилизации, известные своими передовыми технологиями, правили Землей, но в конце концов были уничтожены их неверным использованием. Они оставили сообщение в виде нерушимой пластины, написанное на древнем иврите, для последующих поколений, предупреждающее о том, что изобретения, не нашедшие верного применения, должны быть уничтожены во избежание негативных последствий.
Различные военные организации, национальные армии и частные вооруженные силы стали тайно искать эти «таинственные артефакты», чтобы использовать их для собственного блага и против врагов. Корпорация Аркам и её военное крыло, Частная Армия Аркам, могут остановить этот путь саморазрушения при помощи элитных тайных агентов, известных как Спригганы.

## Организации
- Корпорация Аркам: основана в Соединенных Штатах, имеет филиалы во всех странах мира. Её миссия заключается в скрытой защите и/или уничтожении всех древних артефактов (будь то предметы, механизмы, руины и т. д.), захваченных теми, кто может использовать их для собственной выгоды. Её крупным достижением стало открытие Орихалка, прочного металла, который был использован для конструирования бронированных костюмов и создания боевого ножа Ю. MJ-12 и корпорация Тридент смогли усовершенствовать свои костюмы Орихалк, в основном основанные/украденные у Аркам.
- Частная Армия Аркам: военизированное крыло корпорации Аркам, чья главная цель заключается в проведении наступательных и оборонительных операций на различных местах расположения артефактов.
- Спригганы: Часть Частной Армии Аркам, состоящая из специальных агентов, ведущих скрытую работу в неблагоприятных районах без ущерба для компании.
- Корпорация Тридент: основанная в НАТО как Научно-исследовательский отдел, она вскоре откололась и была объявлена незаконной организацией. Они ищут древние артефакты, чтобы открыть их потенциал в качестве оружия. В настоящее время в большей степени финансируются компаниями Campbell, American Clovers Heavy Industries и Japanese Takasumi Zaibatsu. Их самым большим прорывом стал Орихалковый Механический Костюм. Одним из пользователей таких костюмов был оператор корпорации Тридент, Ивао Акацуки.
- КОСМОС (Children Of Soldiers Machine Organic System): тайные боевые единицы американской армии. Большая часть её оперативников это дети-солдаты, которых похитили агенты ЦРУ/солдаты армии США и промыли мозги.

## Персонажи

### Протагонисты
- Ю Оминаэ (яп. 御 神 苗 优 Оминаэ Ю:) — главный протагонист из японского отделения Аркам. Известен учителям и одноклассникам как отъявленный хулиган, на самом деле является тайным агентом Спригган. Ю призван проводить для компании тайные операции, в результате которых обычно страдает его учёба. Его самая опасная миссия разворачивалась на Южном Полюсе, где он должен был уничтожить Храм Южного Полюса. После успешной операции по устранению Огненного Змея из Храма Южного Полюса и победы над Марксоном на Южном полюсе, Ю присматривается к колледжу. Он по прежнему несёт службу в японском отделении Аркам, участвуя в миссии обеспечения безопасности мексиканской Золотой Статуи Пачакамака и своего одноклассника, Нанако Кондо. Озвучили Морикубо Сётаро на японском языке и Крис Паттон на английском.
- Жан Жак Мондо (яп. ジャン · ジャック モンド Дзян Дзяккумондо) — французский оператор Спригган, базируется во французском филиале Аркам. Его внешность оборотня — результат использования древней биотехнологии, давшей ему возможность превращаться в животное. Во время работы Спрингганов он активно помогает Ю в борьбе с врагами Аркам. Жан, скрепя сердце, объединяется с Ивао Акацуки и Бо Брантзом, двумя самыми страшными врагами Аркам в саботаже операции Тридент, когда Ларри Марксон пытается использовать силу Храма Южного Полюса, чтобы захватить контроль над миром. Озвучили Коясу Такэхито на японском языке и Энди MакАвин на английском.
- Тиа Флэйт (яп. ティア · フラット Тиа Фуратто), настоящее имя Тиа Флэйт Аркам — британский оператор Сприггана. Родилась в Англии во времена волшебника Мерлина, который даровал ей бессмертие. Тиа обладает особой способностью под названием «Вызов Зверя», которая позволяет ей вызывать иллюзии, чтобы обмануть врагов, оставаясь в безопасности. Она впервые появляется в Румынии, чтобы расследовать деятельность Тридента. Позже она отправляется в Великобританию, чтобы усмирить группу неонацистов-боевиков, которые пытаются найти Святой Грааль.
- Оборо (яп. 胧 Оборо) — профессионал боевых искусств цигун, способный парализовать противников одним прикосновением, известным как Дим Мак. Оборо призван Аркам, чтобы проникнуть в неонацистскую фракцию в Египте. Позже нападает на их отряд частной армии в Пакистане, одерживает победу над Жаном и оставляет его в критическом состоянии. Разъярённый Ю побеждает Оборо в единоборстве, но Оборо уходит побитым, улыбаясь своему бывшему ученику. Тем не менее, к концу манги он помогает Ю в отключении связи Тридент с Такаси, что предотвращает призыв подкрепления к Южному Полюсу.

### Антагонисты
- Ивао Акацуки (яп. 暁 巌 Акацуки Ивао), впервые появившись в главе «Лес, откуда нет возврата», утверждает, что хочет объединиться с Ю Оминаэ и бежать из леса. Хотя Ю видит в нём врага, так как Аркам и Тридент боролись за контроль над артефактами в этом месте, они в конце концов работают вместе с Ёштно Сомей, чтобы бежать из проклятого леса. Ивао позже появится в Румынии в составе рабочей группы Тридент для устранения Ю и других Спригганов. Хотя Ларри Марксон приказывает уничтожить средневековую крепость, в которую заманили в Спригганов, Ивао спасает оттуда Ю.
- Бо Брантц (яп. ボー · ブランツェ Бо Буранцэ) — секретный агент неонацистской фракции, базирующейся в Египте. Занимал должность главного телохранителя Кутхимера. Его впечатляющие боевые навыки являются результатом использования стероидов.
- Ларри Марксон (яп. ラリー · マーカスン Рари: Макусун) является влиятельной фигурой в корпорации Тридент, что позволило ему получить доступ к различным артефактам. Впервые он появляется в Румынии в операции по борьбе со Спригганами. Хотя силы Тридент были повержены, Марксон был удовлетворен тем, что Спригганы были отогнаны. Позже начинает сотрудничать с президентом Аркам, Генри Гарнумом.
- Генри Гарнум (яп. ヘウンリー · ガーナム Хэунри Га:наму) — президент корпорации Аркам. Создает тайную коалицию с Ларри Марксоном из Тридент.
- Сё Каная (яп. 金谷 唱 Каная Сё) был тайно послан в школу Ю, чтобы найти его по приказу полковника Хури.

## Медиа

### Манга
Манга была первоначально опубликована в Японии в одиннадцати томах журналом Shogakukan и выходила с июня 1991 года по апрель 1996 года, а затем была переиздана в 2001 и 2006 годах (в том числе неопубликованные рассказы «Первая миссия» и «Золотая лихорадка»). VIZ Media, американское подразделение Shogakukan Productions, перевело и опубликовало три из одиннадцати томов, прежде чем компания Manga Vizion ограничила дальнейший перевод.
В Европе два тома были опубликованы во Франции и франкоязычных странах издательством Glénat под названием Striker, в Нидерландах издательством Big Balloon, в Германии в полном объёме издательством Planet Manga.
В Азии манга была выпущена в Гонконге издательством Jade Dynasty, в Индонезии Elex Media Komputindo, в Малайзии как часть юмористического журнала Komik Remaja (выпуск был отменён после выхода части, повествующей о Ноевом Ковчеге, в связи с «неуместностью религиозных элементов»).

### Фильм
Экранизация манги, а именно адаптированная история о Ноевом Ковчеге, была выпущена для японской аудитории студией Studio 4 °C. Режиссёром фильма выступил Кавасаки Хироцугу, сценаристами Кавасаки и Ясутака Ито, директором — Кацухиро Отомо. Такасигэ Хироси и Редзи Минагава выступили как помощники режиссёра. Японский релиз на DVD состоялся 25 апреля 1999 года. ADV Films выпустили фильм во всех англоязычных странах 23 апреля 2002 года.

### Видеоигра
16 июня 1999 года From Software выпустила игру Spriggan: Lunar Verse по манге для PlayStation с начальной ценой ¥ 6090. Игра поддерживает одиночный режим и мультиплеер. Саундтрек из игры, написанный Кэйитиро Сэгавоц, Цукасой Сайто и Юдзи Кандой, также был выпущен компанией Absord Music Japan 26 ноября 1999 года.

### Аниме
8 марта 2019 года, вышел анонс новой аниме-экранизации манги "Spriggan". За экранизацию взялась студия David Production, а мировая премьера на Netflix  состоялась 18 июня 2022 года.